# Équipe des îles Féroé féminine de football
Cet article traite de l'équipe féminine. Pour l'équipe masculine, voir Équipe des îles Féroé de football.
Maillots
L'équipe des îles Féroé féminine de football est constituée par une sélection des meilleures joueuses féroïennes sous l'égide de la FSF.

## Classement FIFA
| Année              | 2004 | 2005 | 2006 | 2007 | 2008 | 2009 | 2010 | 2011 | 2012 | 2013 | 2014 | 2015 | 2016 | 2017 | 2018 | 2019 | 2020 | 2021 | 2022 | 2023 |
| ------------------ | ---- | ---- | ---- | ---- | ---- | ---- | ---- | ---- | ---- | ---- | ---- | ---- | ---- | ---- | ---- | ---- | ---- | ---- | ---- | ---- |
| Classement mondial | 70   | 71   | 77   | 76   | 67   | 61   | 69   | 80   | 72   | 67   | 84   | 86   | 74   | 70   | 82   | 85   | 84   | 99   | 102  | 110  |